# Berounka
La Berounka est une rivière de la Tchéquie. Elle porte le nom de Mže depuis sa source en Allemagne près de la frontière jusqu'à sa confluence avec la Radbuza à Plzeň. Elle continue ensuite sous le nom de Berounka jusqu'à sa confluence avec la Vltava, près de Prague.
La rivière est une destination prisée pour les amateurs de canoë, qui apprécient ses paysages pittoresques, particulièrement dans la réserve naturelle de Křivoklátsko, dans laquelle les ruines de trois châteaux la dominent.